# Бескоспа
Бескоспа́ (каз. Бесқоспа) — село у складі Алгинського району Актюбінської області Казахстану. Входить до складу Бестамацького сільського округу.
В Радянські часи село називалось Бескопа.
Населення — 468 осіб (2021; 318 у 2009, 321 у 1999, 617 у 1989).